# Kristallen 2021
Kristallengalan 2021 ägde rum 27 augusti 2021. Den sändes i SVT1 med Sissela Kyle och Parisa Amiri som programledare.
Priserna i fyra av kategorierna (Tittarnas favoritprogram, Årets kvinnliga programledare, Årets manliga programledare och Årets TV-profil) röstades fram av tittarna under direktsändningen av galan medan priserna i de andra kategorierna utses av en jury. Vinnarjuryn utser också Årets program - det bästa programmet alla kategorier. Kristallens styrelse utser också en hederspristagare. Kristallen meddelade den 12 augusti vilka som var nominerade.

## Vinnare och nominerade

### Program och serier
| Tittarnas favoritprogram - Spökjakt (Discovery+) - Bäst i test (SVT) - Älska mig (Viaplay) - Masked Singer Sverige (TV4) | Årets underhållningsprogram - Masked Singer Sverige (TV4) - Alla mot alla (Discovery+/Kanal 5) - Så mycket bättre (TV4) - Let's Dance (TV4) - Bäst i test (SVT)                             |
| Årets tv-drama - Tunna blå linjen (SVT) - Snabba Cash (Netflix) - Jakten på en mördare (SVT) - Thunder in my heart (Viaplay) - Björnstad (HBO)                                                                                           | Årets sportproduktion - Vinterstudion med VM-vintern (SVT) - Handbolls-VM (TV6/Viaplay) - UEFA Nations League (TV4/C More) - SHL Hockeylördag (TV4) - The Masters (C More)                  |
| Årets barnprogram - Djuren på Djuris (UR) - Wild Kids (C More) - Julkalendern: Mirakel (SVT) - Kokobäng (SVT) - Bert (C More) | Årets dokumentärprogram - Greta (SVT) - Pandemin inifrån (Expressen TV) - Catwalk (Viaplay) - Gängkrigens tid (TV4) - Kalla fakta dokumentär: Decennium, i Assanges skugga (TV4)            |
| Årets dokusåpa - Elitstyrkans hemligheter – Sverige (TV4) - Ensam i vildmarken (Discovery+/Kanal 5) - Robinson (TV4) - Mästarnas mästare (SVT) - Hide and Seek (Discovery+)                                                              | Årets faktaprogram - Fyraåringarna på äldreboendet (TV4) - Leva utan att dö – Pandemin med diabetes (Viaplay) - Din hjärna (SVT) - Afrika – i virusets spår (TV4) - En våldsam kärlek (SVT) |
| Årets granskning - Estonia – Fyndet som ändrade allt (Discovery+/Kanal 5) - Kalla fakta: Belarus-affären (TV4) - Kalla fakta: Kollegornas hämnd (TV4) - 200 sekunder: Rasismen på H&M (Viafree) - Dokument inifrån: Vaccinkrigarna (SVT) | Årets humorprogram - Premiärdatum oklart (SVT) - Kärlek & Anarki (Netflix) - Alla utom vi (Discovery+/Kanal 5) - Sjölyckan (TV4/C More) - Dips (SVT)                                        |
| Årets livsstilsprogram - Tareq Taylors matresa (SVT) - Husdrömmar (SVT) - Hjälp, vi har köpt en bondgård! (SVT) - Grand Designs Sverige (TV4) - Seniorsurfarna (UR)                                                                      | Årets nyheter - och aktualitetsprogram - Efter fem (TV4) - Efterlyst (TV3/Viaplay) - Utrikesbyrån (SVT) - 30 minuter (SVT) - USA-valet (TV4)                                                |
| Årets realityprogram - Älskar, älskar inte (Discovery+/Kanal 5) - Benjamin’s (TV4) - Lerins sommarö (SVT) - Över Atlanten (Discovery+/Kanal 5) - Svenska Truckers (Viaplay)                                                              | Årets nyskapande/förnyare - Tydligare tal (SVT) - Tänk till (UR) - Idol (TV4) - ORCA (Viaplay) - Videoväggen i Allsången och Musikhjälpen (SVT)                                             |

### Personer
| Årets kvinnliga programledare - Carina Bergfeldt (SVT) - Suzanne Sjögren (Viaplay/TV6) - Tilde de Paula Eby (TV4) - Jonna Lundell (Discovery+) | Årets manliga programledare - David Sundin (SVT) - Joakim Lundell (Discovery+) - David Hellenius (TV4) - Peter Jihde (Viaplay/TV3) |
| Årets kvinnliga skådespelerska i en tv-produktion - Amy Deasismont i Thunder in my heart (Viaplay) - Lotta Tejle i Sommaren 85 (SVT) - Miriam Ingrid i Björnstad (HBO) - Evin Ahmad i Snabba Cash (Netflix) - Gizem Erdogan i Tunna blå linjen (SVT) | Årets manliga skådespelare i en tv-produktion - Alexander Abdallah i Snabba Cash (Netflix) - Per Lasson i Tunna blå linjen (SVT) - Oscar Töringe i Tunna blå linjen (SVT) - Ulf Stenberg i Björnstad (HBO) - Alexej Manvelov i Top Dog (TV4/C More) |
| Årets tv-personlighet - Tareq Taylor i Tareq Taylors matresa (SVT) - Emma Örtlund i Catwalk (Viaplay) - Pernilla Wahlgren och Bianca Ingrosso i Wahlgrens värld (Discovery+/Kanal 5) - Filip Dikmen i Big Brother (TV4/C More)                       | Årets hederspris - Malou von Sivers |

### Årets program
| Årets program - Tunna blå linjen (SVT) - Estonia – Fyndet som ändrade allt (Discovery+/Kanal 5) |